# Edward Francis Chapman
Pour les articles homonymes, voir Chapman.
Edward Francis Chapman, né le 14 novembre 1840 à Calcutta et mort le 12 mai 1926 à Strathmore, Limpsfield (Surrey), est un officier britannique. 

## Biographie
Il prend part aux campagnes d'Abyssinie (1867-1868) puis accompagne en 1873-1874 Thomas Edward Gordon lors d'une expédition du Cachemire à Kachgar par Khotan et Yarkand,. 
De 1878 à 1880, il participe à la guerre en Afghanistan puis devient secrétaire militaire du commandant en chef en Inde (1881-1885). En 1885-1886, il sert en Birmanie puis est nommé directeur du renseignement militaire (1891-1896).
Il est promu major-général en 1896.
Jules Verne l'évoque au chapitre XVI de son roman Claudius Bombarnac.